# Johan Anton Ortman
Johan Anton Ortman, född 16 juni 1754 i Stockholm, död 1 februari 1809 i Umeå, var en svensk läkare.
Ortman påbörjade studier i kirurgi 1771 och tjänstgjorde vid lasarettet i Stockholm 1774. Han blev bataljonsfältskär vid Livgardet 1775, uppbördsfältskär på örlogsflottan och fregatten Hök under exercisexpedition 1775, skvadronsfältskär vid Livgardet till häst 1778 och bataljonsfältskär vid Västerbottens regemente 1780. Han avlade kirurgisk examen 1782 och blev lasarettsläkare i Umeå 1785. År 1788 fick Ortman tjänsten som regementsfältskär vid Västerbottens regemente och åtföljde regementet till Finland i Gustav III:s ryska krig. Då han blev änkling 1789 begärde och fick han avsked 1790. Därefter utövade han läkarpraktik i Västerbotten och förordnades 1802 som medhjälpare till provinsialläkaren i Västerbottens södra distrikt. Under 1808–1809 års krig var han biträdande sjukhusläkare i Umeå och smittades då av fältsjuka, vilket ledde till hans död.